# Barranc dels Bisarts
El Barranc dels Bisarts, és un barranc del terme de la Torre de Cabdella, dins de l'antic terme primigeni d'aquest municipi, també anomenat de vegades barranc de la Costa.
S'origina a 2.204 m. alt., al vessant sud-oriental del Tossal de la Costa, a la Pala Verdinosa, des d'on davalla cap a llevant, decantant-se lleugerament cap al sud, en direcció al Prat de la Borda.